# 2016 FA60
2016 FA60, também escrito como 2016 FA60, é um objeto transnetuniano que está localizado no cinturão de Kuiper, uma região do Sistema Solar. Ele possui uma magnitude absoluta de 7,8 e tem um diâmetro estimado de 121 km.

## Descoberta
2016 FA60 foi descoberto no dia 30 de março de 2016 pelo DECam.

## Órbita
A órbita de 2016 FA60 tem uma excentricidade de 0,114 e possui um semieixo maior de 43,900 UA. O seu periélio leva o mesmo a uma distância de 38,916 UA em relação ao Sol e seu afélio a 48,885 UA.